# Klauzula generalna
Klauzula generalna (łac. clausula generalis) – zwrot niedookreślony o charakterze wartościującym, świadomie dający swobodę decyzyjną i odsyłający do norm pozaprawnych, zawarty w akcie normatywnym, umożliwiający zastosowanie pewnego stopnia dowolności w wykładni prawa. 
Prawodawca stosuje klauzulę generalną w celu umożliwienia stosowniejszej – w zależności od przypadku – kwalifikacji czynu podejmowaną przez organ orzekający. Dodatkowo używanie tychże zwrotów ma na celu realizowanie określonych, pożądanych, wartości aksjologicznych oraz zapobieganie dezaktualizacji prawa. Klauzule generalne poprzez swoje ogólnikowe sformułowania mogą stać w sprzeczności z warunkiem jasności i pewności prawa, przez co  mogą uniemożliwić właściwe jego przestrzeganie.